# Oberamt Sigmaringen
Das Oberamt Sigmaringen war ein Verwaltungsbezirk im Süden des heutigen deutschen Bundeslandes Baden-Württemberg. Das hohenzollerische Oberamt gehörte von 1807 bis 1850 zum Fürstentum Hohenzollern-Sigmaringen, anschließend bis zu seiner Auflösung 1925 als Teil der Hohenzollernschen Lande zu Preußen.

## Geschichte
Die Umwälzungen der napoleonischen Zeit brachten der Sigmaringer Linie des Hauses Hohenzollern sowohl Gebietsgewinn als auch die Befreiung von der seit 1535 auf den zollerischen Grafschaften Sigmaringen und Veringen lastenden österreichischen Lehnshoheit. Das im Jahr 1807 neu errichtete fürstliche Oberamt Sigmaringen fungierte als Verwaltungs-, Polizei- und Justizbehörde für das Gebiet der beiden früheren Grafschaften. Nachdem die Souveränität 1850 an Preußen übergegangen war, wurde die Rechtspflege nach preußischen Gepflogenheiten von der Verwaltung getrennt. Für den ganzen Regierungsbezirk war ab 1854 das Kreisgericht Hechingen zuständig; die Sigmaringer Kreisgerichtsdeputation wurde 1879 zum Amtsgericht aufgewertet. Als untere Verwaltungsbehörde bestand das in seiner räumlichen Abgrenzung mehrfach veränderte Oberamt Sigmaringen weiter, bis es durch das Gesetz zur Vereinfachung der Verwaltung der Hohenzollernschen Lande vom 7. Oktober 1925 mit dem größten Teil des Oberamts Gammertingen zum Landkreis Sigmaringen verschmolzen wurde.

## Zugehörige Orte
Bei seiner Gründung 1807 deckte sich das Oberamt mit dem Gebiet der früheren Grafschaften Sigmaringen (einschließlich des Mediatklosters Habsthal) und Veringen, umfasste also neben den Städten Sigmaringen und Veringenstadt die Dörfer Bingen, Bittelschieß, Ettisweiler, Habsthal, Hausen, Hornstein, Inzigkofen, Kalkreute, Krauchenwies, Laiz, Mottschies, Rosna, Rengetsweiler, Rulfingen, Sigmaringendorf, Thalheim, Benzingen, Billafingen, Harthausen, Hitzkofen, Langenenslingen, und Veringendorf. 1812 kam das im Tausch von Baden erworbene Dorf Ablach hinzu. Bis 1828 wurde das Oberamt mehrmals verkleinert: Thalheim kam zum Obervogteiamt Beuron (Verordnung vom 21. April 1823), Veringenstadt, Benzingen, Harthausen, Veringendorf zum Oberamt Gammertingen (Verordnung vom 15. Juni 1827), Rengetsweiler zum Oberamt Wald (Verordnung vom 10. Januar 1828).
Durch Verordnung vom 15. Oktober 1840 wurde der Oberamtsbezirk um Jungnau und Vilsingen (mit Dietfurth und Nickhof), bislang Obervogteiamt Jungnau, vergrößert. Nach dem Übergang an Preußen kamen durch Verordnung vom 18. Januar 1854 die Dörfer Ober- und Unterschmeien sowie die Kolonie Thiergarten vom aufgelösten Oberamt Straßberg hinzu, ferner die Exklave Achberg, die bisher als Obervogteiamt Achberg ein eigenes Amt gebildet hatte. Eine abschließende Erweiterung erfolgte, als die Oberämter Wald und Ostrach durch Verordnung vom 27. Dezember 1861 beziehungsweise 28. März 1862 aufgehoben und mit dem Oberamt Sigmaringen vereinigt wurden.
Somit umfasste das Oberamt von 1862 bis 1925 die folgenden Gemeinden:
| Nr. | Gemeinde               | Fläche (ha) 1885 | Einwohner 1885 | Einwohner 1925 | heutige Gemeinde    |
| --- | ---------------------- | ---------------- | -------------- | -------------- | ------------------- |
| 1   | Sigmaringen, Stadt     | 3470             | 4146           | 5299           | Sigmaringen         |
| 2   | Ablach                 | 616              | 385            | 395            | Krauchenwies        |
| 3   | Achberg                | 1293             | 662            | 732            | Achberg             |
| 4   | Bärenthal              | 1268             | 505            | 383            | Bärenthal           |
| 5   | Beuron                 | 951              | 129            | 478            | Beuron              |
| 6   | Billafingen            | 515              | 140            | 117            | Langenenslingen     |
| 7   | Bingen                 | 2069             | 835            | 1025           | Bingen              |
| 8   | Bittelschieß           | 447              | 164            | 179            | Krauchenwies        |
| 9   | Burgau                 | 90               | 41             | 33             | Dürmentingen        |
| 10  | Deutwang               | 371              | 183            | 159            | Hohenfels           |
| 11  | Dietershofen           | 404              | 163            | 143            | Meßkirch            |
| 12  | Einhart                | 428              | 256            | 275            | Ostrach             |
| 13  | Ettisweiler            | 192              | 67             | 84             | Krauchenwies        |
| 14  | Gaisweiler             | 367              | 100            | 118            | Pfullendorf         |
| 15  | Glashütte              | 179              | 105            | 100            | Wald                |
| 16  | Habsthal               | 388              | 129            | 190            | Ostrach             |
| 17  | Hausen am Andelsbach   | 617              | 551            | 612            | Krauchenwies        |
| 18  | Hippetsweiler          | 352              | 212            | 196            | Wald                |
| 19  | Hitzkofen              | 882              | 275            | 301            | Bingen              |
| 20  | Hornstein              | 400              | 94             | 90             | Bingen              |
| 21  | Igelswies              | 312              | 98             | 115            | Meßkirch            |
| 22  | Inzigkofen             | 759              | 430            | 406            | Inzigkofen          |
| 23  | Jungnau                | 2224             | 668            | 586            | Sigmaringen         |
| 24  | Kalkofen               | 840              | 253            | 241            | Hohenfels           |
| 25  | Kalkreute              | 478              | 119            | 129            | Ostrach             |
| 26  | Kappel                 | 335              | 136            | 111            | Wald                |
| 27  | Krauchenwies           | 1111             | 907            | 910            | Krauchenwies        |
| 28  | Laiz                   | 914              | 563            | 738            | Sigmaringen         |
| 29  | Langenenslingen        | 1546             | 697            | 658            | Langenenslingen     |
| 30  | Levertsweiler          | 327              | 222            | 233            | Ostrach             |
| 31  | Liggersdorf            | 665              | 303            | 322            | Hohenfels           |
| 32  | Magenbuch              | 1615             | 256            | 270            | Ostrach             |
| 33  | Mindersdorf            | 880              | 315            | 289            | Hohenfels           |
| 34  | Mottschies             | 215              | 106            | 116            | Pfullendorf         |
| 35  | Oberndorf              | 765              | 234            | 232            | Herdwangen-Schönach |
| 36  | Oberschmeien           | 1052             | 335            | 328            | Sigmaringen         |
| 37  | Ostrach                | 713              | 772            | 1040           | Ostrach             |
| 38  | Otterswang             | 857              | 232            | 259            | Pfullendorf         |
| 39  | Reischach              | 218              | 80             | 78             | Wald                |
| 40  | Rengetsweiler          | 504              | 263            | 266            | Meßkirch            |
| 41  | Riedetsweiler          | 202              | 103            | 107            | Wald                |
| 42  | Ringgenbach            | 499              | 146            | 176            | Meßkirch            |
| 43  | Rosna                  | 319              | 240            | 264            | Mengen              |
| 44  | Rothenlachen           | 221              | 70             | 72             | Wald                |
| 45  | Ruhestetten            | 641              | 213            | 188            | Wald                |
| 46  | Rulfingen              | 988              | 721            | 681            | Mengen              |
| 47  | Selgetsweiler          | 347              | 114            | 118            | Hohenfels           |
| 48  | Sigmaringendorf        | 1249             | 1015           | 1644           | Sigmaringendorf     |
| 49  | Spöck                  | 315              | 127            | 130            | Ostrach             |
| 50  | Tafertsweiler          | 1828             | 403            | 414            | Ostrach             |
| 51  | Thalheim               | 948              | 413            | 427            | Leibertingen        |
| 52  | Unterschmeien          | 818              | 151            | 118            | Sigmaringen         |
| 53  | Vilsingen              | 1368             | 508            | 601            | Inzigkofen          |
| 54  | Walbertsweiler         | 836              | 340            | 342            | Wald                |
| 55  | Wald                   | 828              | 513            | 461            | Wald                |
|     | Nonnenhof, Forstbezirk | 134              | 0              | –              |                     |
|     | Weithart, Forstbezirk  | 944              | 0              | –              |                     |

## Amtsvorsteher
- 1807–1817: Karl Honorat von Huber
- 1817–1825: Karl von Schütz
- 1825–1828: Friedrich von Laßberg
- 1828–1836: Andreas Franz Kempter
- 1836–1845: Karl von Schütz
- 1845–1850: Carl von Sallwürk
- 1851–1852: Anton von Sallwürk
- 1852–1853: C. Hohmann (als Amtsverweser)
- 1853–1854: Hermann Mock (als Amtsverweser)
- 1854–1856: Thaddäus Bachmann (kommissarisch)
- 1856–1859: Jakob Franz Hubert Freiherr Raitz von Frentz
- 1859–1873: Leopold Otto Albrecht von Manstein
- 1873–1883: Hermann Mock
- 1883–1890: Otto von Westhoven
- 1890–1903: Heinrich von Meer
- 1903–1920: Philipp Longard
- 1920–1921: Georg Lang von Langen
- 1921–1923: Anton Reiser
- 1923–1924: Paul Schraermeyer (kommissarisch)
- 1924–1924: Carl Müller
- 1924–1925: Robert Seifert (war anschließend bis 1945 Landrat)